# Sistema di osservazione e informazione delle Alpi
Il Sistema di osservazione e informazione delle Alpi (SOIA) è una rete scientifica che ha lo scopo di ottimizzare la comunicazione sulle priorità della ricerca nelle Alpi ed è coordinato dal Segretariato permanente della Convenzione delle Alpi.

## Attività
La diffusione dei risultati della ricerca in ambito alpino è tra gli obiettivi fondamentali del SOIA. Promuove inoltre lo sviluppo di politiche e l'attuazione delle priorità definite dalla Convenzione delle Alpi, dai suoi protocolli e dalle attività scientifiche svolte nell'ambito della Convenzione delle Alpi.
Le funzioni del SOIA comprendono la documentazione dei risultati della ricerca e la realizzazione di un catalogo delle fonti alpine di dati, nonché la creazione di indicatori e il lavoro tematico su determinati argomenti, quali i trasporti, l'acqua, il clima, i pericoli naturali, ecc. Esso fornisce inoltre utili informazioni e competenti valutazioni, soprattutto tramite il comune portale Internet, e mira ad offrire un'immagine integrata dallo spazio alpino. Una delle attività fondamentali del SOIA è la regolare elaborazione della Relazione sullo stato delle Alpi (RSA).

### Relazione sullo stato delle Alpi
La Relazione sullo stato delle Alpi, pubblicata a scadenza periodica, fornisce informazioni sullo sviluppo ecologico, economico e sociale nelle Alpi. Offre alle persone del mondo della politica, dell'amministrazione, dei media e della scienza una base di informazioni sullo stato ed il futuro dello spazio alpino. Inoltre, quest'opera offre punti di riferimento importanti per la formulazione di strategie e ulteriori sviluppi in merito.
All'elaborazione di tale relazione hanno collaborato i rappresentanti degli Stati alpini, numerose reti ed Istituzioni, il Segretariato permanente della Convenzione delle Alpi ed esperti scientifici. I dati sono stati valutati, verificati e comparati con le informazioni fornite dalle parti contraenti, sono state inoltre analizzate le tendenze per identificare le sfide per il futuro.

## Progetti
Il Segretariato permanente della Convenzione delle Alpi è osservatore ufficiale di alcuni progetti che interessano temi strategici per la Convenzione delle Alpi. Molti di questi sono cofinanziati dal Programma EU di Cooperazione Territoriale Alpine Space .

### Progetti conclusi
Alpcheck
Il progetto AlpCheck – Alpine Mobility Check è iniziato nel 2006 e si è concluso nel giugno del 2008. L'obiettivo principale del progetto è stata la creazione di un Sistema Informativo in grado di raccogliere ed armonizzare dati di traffico provenienti da diverse fonti. In Europa molti soggetti raccolgono dati sul traffico, ma nella maggioranza dei casi con differenti metodologie e ottenendo differenti risultati. Questo conduce ad una grande incertezza nella comprensione delle condizioni di traffico nello spazio Alpino e, soprattutto, impedisce l'implementazione di efficienti ed efficaci politiche di traffico e trasporto, in particolare per quanto riguarda lo sviluppo di una mobilità sostenibile. Un ulteriore obiettivo di AlpCheck è stato quello di identificare, testare e valutare differenti tecnologie per il monitoraggio di varie tipologie di traffico su strada, per mezzo di sei Progetti Pilota.
ClimChAlp
Il principale obiettivo del progetto è stato quello di individuare delle strategie applicabili a livello transnazionale per la prevenzione del rischio associato agli impatti dei cambiamenti climatici nell'area Alpina e l'implementazione di possibili misure di adattamento. Il progetto si proponeva di contribuire allo sviluppo sostenibile delle Alpi nei campi della programmazione territoriale e dei rischi naturali considerando la loro rilevanza fisica e socio-economica. L'attività scientifica del progetto ha mirato a fornire un quadro di sintesi basato sulla conoscenza esistente delle evoluzioni climatiche e loro conseguenze per l'arco alpino.
KnowForAlp
L'obiettivo principale di KnowForAlp (Knowledge Network Forestry in the Alpine Space) è stata la creazione di una rete estesa a tutto il territorio alpino per forestali e proprietari forestali per favorire un ampio scambio e trasferimento di conoscenze. Quattro dei partner del progetto KnowForAlp hanno sviluppato congiuntamente la piattaforma waldwissen.net 
Lexalp
L'obiettivo principale del progetto è stata l'armonizzazione della terminologia giuridica utilizzata dalla Convenzione delle Alpi nelle sue quattro lingue ufficiali (francese, italiano, sloveno e tedesco), con particolare riferimento alle tematiche dello sviluppo sostenibile e della pianificazione territoriale. Sono state anche sviluppate risorse online a supporto degli obiettivi del progetto. L'armonizzazione consente di garantire una maggiore chiarezza e univocità della terminologia utilizzata durante gli scambi internazionali e di favorire la collaborazione nelle Alpi, per sostenere un comune sviluppo sociale, economico e culturale dei paesi alpini .
MONITRAF
MONITRAF rileva e analizza le ripercussioni del traffico stradale interalpino e transalpino lungo i quattro corridoi di transito del Brennero, del Fréjus, del San Gottardo e del Monte Bianco. Sulla base dell'analisi della situazione attuale dei corridoi, si sono elaborati una serie di provvedimenti volti a ridurre gli impatti negativi del traffico e a migliorare la qualità di vita nell'area alpina. In una prospettiva globale, si vuole evitare altresì che i provvedimenti adottati per un asse viabile implichino un carico maggiore sugli altri assi .
PUSEMOR
Il Progetto PUSEMOR mira a sviluppare strategie sostenibili e soluzioni innovative per migliorare l'offerta di servizi pubblici nelle aree montane scarsamente popolate al fine di sviluppare queste regioni sia dal punto di vista economico che da quello residenziale. Per raggiungere questi obiettivi, il progetto ha sia una dimensione analitica che strategico/politica.

### Progetti in corso
ACCESS
ACCESS è un progetto che si pone l'obiettivo di migliorare l'accessibilità ai servizi d iinteresse generale negli insediamenti alpini. Favorisce lo sviluppo di innovazioni organizzative nelle aree montane rurali scarsamente popolate e sottolinea l'importanza di rendere i servizi di interesse generale accessibili a tutti. Promuove nuove forme di organizzazione dei servizi generali, utilizzando tecnologie per l'informazione e la comunicazione (compreso internet) orientate verso i sistemi di mobilità integrata.
AlpCheck2
Il progetto AlpCheck2 mira a creare un modello di trasporto stradale che copre tutta l'area alpina in grado di fornire un supporto in ambito decisionale all'amministrazione pubblica attraverso l'accesso gratuito online a svariati dati sul traffico, come ad esempio: il traffico attuale, simulazioni relative alle aspettative future, dati ambientali relativi ai vari tipi di emissioni, le soluzioni proposte e l'introduzione di tecnologie innovative. L'obiettivo è quello di migliorare la qualità della vita e stimolare la competitività all'interno delle regioni alpine utilizzando una gestione di trasporto e degli strumenti di pianificazione innovativi.
Alp Water Scarce
Alp-Water-Scarce è un progetto che ha l'obiettivo di sviluppare strategie di gestione delle risorse idriche e l'elaborazione di un sistema di allarme precoce per prevenire la scarsità di acqua nello spazio alpino.
CLISP
CLISP si concentra sulle sfide di pianificazione del territorio a fronte dei cambiamenti climatici e vuole contribuire all'adattamento a tali cambiamenti offrendo soluzioni di pianificazione che tengano conto del clima. CLISP riconosce alla pianificazione del territorio un ruolo chiave per lo sviluppo sostenibile futuro, che sarà influenzato dalle avversità del cambiamento climatico.
CO2 Neutralp
Obiettivo di CO2 NeutrAlp è dimostrare che la mobilità dolce è fattibile grazie alle energie rinnovabili. 15 partner provenienti da cinque Stati alpini testeranno l'ipotesi ed esploreranno i modi in cui la mobilità può integrarsi nell'era del solare.
Econnect
Il progetto ECONNECT mira all'incremento della connettività ecologica in tutta la catena alpina e la Convenzione delle Alpi è direttamente coinvolta nel progetto, insieme ad istituzioni scientifiche e partner locali. Tutti questi enti hanno unito le loro forze non solo per dimostrare la necessità della connettività nel territorio alpino, ma anche per vagliare le migliori ipotesi per garantire un'azione coordinata di sviluppo di sistemi innovativi al fine di promuovere la connettività ecologica.
iMonitraf!
iMONITRAF! (Monitoraggio del traffico stradale correlato agli effetti nello Spazio Alpino e alle misure comuni): l'obiettivo del progetto è di sviluppare un'ampia rete politica nelle regioni alpine e di elaborate comuni strategie al fine di regolare in modo migliore l'incremento del traffico transalpino. È operativo dall'ottobre 2009 e persegue misure innovative per rendere più sostenibile lo sviluppo regionale attraverso la riduzione degli effetti negativi del traffico stradale transalpino.
MANFRED
Le condizioni ecologiche delle foreste alpine stanno mutando a causa del cambiamento climatico, con effetti sconosciuti sulle essenziali funzioni protettive, ecologiche, economiche e sociali delle foreste. MANFRED è un progetto nato per colmare il divario tra ricerca e gestione pratica delle foreste, per applicare una gestione adattiva al patrimonio naturale delle foreste.
SHARE
Questo progetto mira allo sviluppo sostenibile della produzione di energia idroelettrica negli ecosistemi dei fiumi alpini. L'energia idroelettrica, pur essendo la risorsa rinnovabile più importante per la produzione di energia elettrica nel territorio alpino e presentando alcuni vantaggi sul bilancio globale relativo alle emissioni di CO2, allo stesso tempo comporta serie conseguenze per l'ambiente. La partnership transnazionale intende sviluppare, testare e promuovere un sistema di supporto decisionale per coniugare, senza pregiudizi, le esigenze degli ecosistemi fluviali alla produzione di energia idroelettrica. Ciò rappresenta una sfida importante per i territori di montagna al fine di bilanciare le necessità dei consumatori con la tutela dell'ambiente.
SILMAS
SILMAS è un programma che mira a predisporre misure sostenibili per la gestione dei laghi nell'arco alpino e concerne i seguenti settori: gestione delle risorse idriche, governance, cambiamento climatico e formazione/apprendimento istituzionale. I laghi naturali ed artificiali sono una delle principali caratteristiche dello spazio alpino e fanno parte del patrimonio europeo da proteggere e preservare. Il progetto, prevedendo lo scambio di buone pratiche, la condivisione di esperienze e testando nuovi metodi, fornirà utili misure ai 15 partner di cinque Paesi diversi (Slovenia, Italia, Austria, Germania, Francia).

## Reti di ricerca
La Convenzione delle Alpi non è un centro di ricerca, ma sostiene e promuove la ricerca alpina. La ricerca e le reti di osservazione nell'arco alpino si basano su dati e informazioni locali, regionali, nazionali e internazionali. Sono state istituite reti specifiche su diverse tematiche, per il tempo di realizzazione di un progetto o come base permanente nel momento in cui vengono riportati gli obblighi relativi a diverse leggi. Il Comitato scientifico internazionale ricerca alpina (ISCAR)  è una rete di istituzioni di ricerca il cui obiettivo è lo scambio di informazioni sulla ricerca alpina.
- Akademien der Wissenschaften Schweiz[21]
- Accademia austriaca delle scienze[22]
- Accademia bavarese delle scienze[23]
- Accademia slovena di scienze e arti[24]
- Ente Italiano della Montagna[25]
- Université Grenoble Alpes [26]

## Indicatori
Il Gruppo di lavoro "Obiettivi di qualità ambientale e indicatori" della Convenzione delle Alpi ha allestito un'ampia gamma di indicatori comuni per tutto il territorio alpino, da utilizzarsi come base per il monitoraggio a lungo termine e lo sviluppo sostenibile delle Alpi, l'individuazione e l'accertamento dei successi e delle lacune nell'attuazione, nonché dei rischi e dei trend alpini. Gli indicatori sono connessi agli obiettivi della Convenzione e ai suoi protocolli.

## Banche dati
Il database della Convenzione delle Alpi contiene informazioni sugli indicatori e una selezione di mappe, buone pratiche e dati.
Inoltre è a disposizione la banca dati del progetto DIAMONT 
Il database del progetto LexALP è una banca dati terminologica nelle quattro lingue della Convenzione delle Alpi
- LexALP Term Bank, su 217.199.4.152:8080. URL consultato il 4 ottobre 2010 (archiviato dall'url originale il 18 ottobre 2007).
- LexALP corpus, su 217.199.4.152:8080. URL consultato il 4 ottobre 2010 (archiviato dall'url originale il 13 agosto 2010).
- Bibliographic Database [collegamento interrotto], su 217.199.4.152:8080.
- Term Tools [collegamento interrotto], su 217.199.4.152:8080.

## Links
- Sistema di osservazione e informazione delle Alpi (SOIA), su alpconv.org. URL consultato il 10 maggio 2015 (archiviato dall'url originale il 21 maggio 2015).